# Lijst van Nederlandse kampioenen wintertriatlon
Dit is een lijst van Nederlandse kampioenen wintertriatlon. De wintertriathlon van Assen die vaak als Nederlands kampioenschap telt bestaat uit 10 kilometer lopen, 50 kilometer fietsen en 20 kilometer schaatsen. De eerste editie daarvan vond plaats in 1983. De afstanden waren toen 22 km hardlopen, 104 km fietsen en 104 km schaatsen. De eerste vijf edities werden gewonnen door Axel Koenders. Latere edities van dit nationaal kampioenschap werden ook gehouden te Heerenveen en Geleen.

## Mannen
2021 - Niet georganiseerd vanwege corona
2020 - Niet georganiseerd vanwege corona
2019 in Enschede
1. Jeroen Lute 2:28.20
2. Matijn Straatsma 2:31:35
3. Richard Kramer 2:33.21

2018 in Enschede
1. Jeroen Lute 2:30.58
2. Matijn Straatsma 2:31:34
3. Christiaan van den Berg 2:32.16

2017 in Groningen
1. Teun Sweere 2:27.55
2. Martin Veenhuizen 2:30:40
3. Tiedo Tinga 2:31.22

2016 in Groningen
1. Erik-Jan Spijkerman 2:19.31
2. Teun Sweere 2:21:09
3. Richard Louman 2:26.00

2015 in Enschede
1. Teun Sweere 2:31.16
2. Robert Beute 2:32:51
3. Jeroen Lute 2:34.08

2014 in Enschede
1. Teun Sweere 2:26:55
2. Bart van Haaren 2:28:53
3. Erik-Jan Spijkerman 2:29:35

2013 in Assen
1. Teun Sweere 2:32.28
2. Erik-Jan Spijkerman 2:34.29
3. Bart van Haaren 2:34.29

2012 in Assen
1. Durk Fabriek 2:29.16
2. Erik-Jan Spijkerman 2:29.52
3. Teun Sweere 2:31.10

2011 in Groningen
1. Wim Nieuwkerk 2:26.38
2. Teun Sweere 2:32.44
3. Erik-Jan Spijkerman 2:33.55

2010 in Assen
1. Teun Sweere 2:34.28
2. Wim Nieuwkerk 2:36.32
3. Robert Beute 2:37.48

2009 in Assen
1. Wim Nieuwkerk 2:26.09
2. Erik-Jan Spijkerman 2:31.00
3. Robert Beute 2:34.43

2008 in Assen
1. Erik-Jan Spijkerman 2:30.44
2. Robert Beute 2:32.53
3. Erik-Simon Strijk 2:33.30

2007 in Assen
1. Wim Nieuwkerk 2:25.07
2. Erik-Jan Spijkerman 2:30.41
3. Erik-Simon Strijk 2:31.21

2006 in Assen
1. Wim Nieuwkerk 2:26.14
2. Feike Loots 2:28.04
3. Guido Gosselink 2:29.51

2005 in Assen
1. Feike Loots 2:24.30
2. Guido Gosselink 2:28.23
3. Machiel Ittmann 2:31.41

2004 in Assen
1. Guido Gosselink 5:18.20
2. Edwin Ophof 5:25.47
3. Tiedo Tinga 5:29.41

2003 in Assen
1. Guido Gosselink 5:16.33
2. Machiel Ittmann 5:30.07
3. Tiedo Tinga 5:31.31

2002 in Assen
1. Machiel Ittmann 5:25.12
2. Guido Gosselink 5:32.40
3. Tiedo Tinga 5:39.17

2001 in Assen
1. Arjen Kuper 5:19.53
2. Guido Gosselink 5:21.35
3. Tiedo Tinga 5:28.21

2000 in Assen
1. Arjen Kuper 5:26.19
2. Floris Jan Koole 5:30.46
3. Tiedo Tinga 5:32.46

1999 in Assen
1. Arjen Kuper 5:44:59
2. Kurt van de Nes 6:02:06
3. Mart Moraal 6:03:49

1998 in Assen
1. Jan van der Marel 5:05:48
2. Arjen Kuper 5:16:10
3. Marcel Snippe 5:18:28

1997 in Assen
1. Marcel Snippe 5:06:50
2. Arjen Kuper 5:12:20
3. Tiedo Tinga 5:16:32

1996 in Assen
1. Marcel Snippe 5:23:38
2. Ronald de Graaf 5:33:50
3. Arjen Kuper 5:37:46

1995 in Geleen
1. Jan van der Marel 2:41:49
2. Martin Breedijk 2:42:05
3. Marcel Snippe 2:42:44

1994 in Geleen
1. Patrick Snijders 2:21:29
2. Harco Schaafsma 2:24:58
3. Jan van Baar 2:25:53

1993 in Assen
1. Mark Koks 5:03:29
2. John Engele 5:15:33
3. Johan Boonstra 5:18:52

1992 in Assen
1. Mark Koks 5:09:40
2. Johan Boonstra 5:14:06
3. Floris Jan Koole 5:19:41

1991 in Assen
1. Floris Jan Koole 5:20:31
2. Johan Boonstra 5:23:30
3. Ronald de Graaf 5:29:46

1990 in Assen
1. Mark Koks 5:08:09
2. Dries Klein 5:24:12
3. Floris Jan Koole 5:25:18

1989 in Assen
1. Mark Koks 5:16:49
2. Axel Koenders 5:27:17
3. Dries Klein 5:30:04

1988 in Assen
1. Axel Koenders 5:17:59
2. Mark Koks 5:28:14
3. John Engele 5:36:47

## Vrouwen
2021 - Niet georganiseerd vanwege corona
2020 - Niet georganiseerd vanwege corona
2019 in Enschede
1. Jeike Wallinga 3:17.45
2. Monique Koopman 3:23.38

2018 in Enschede
1. Geke Venema 2:53.48
2. Suzanne Mulder 2:58.02
3. Eva Riemersma 3:01.02

2017 in Groningen
1. Eline Lute 2:44.59
2. Geke Venema 2:46.18
3. Foske Tamar van der Wal 2:46.34

2016 in Groningen
1. Eline Lute 2:43.11
2. Geke Venema 2:45.01
3. Annelies Vrancke 2:51.29

2015 in Enschede
1. Pien Keulstra 2:41.39
2. Laura Gorter 2:45.04
3. Eline Lute 2:47.08

2014 in Enschede
1. Roos Hoogeboom 2:43.33
2. Geke Venema 2:29.43
3. Eline Lute 2:50.25

2013 in Assen
1. Roos Hoogeboom 2:49.10
2. Eline Lute 2:52.41
3. Geke Venema 2:52.43

2012 in Assen
1. Yvonna Tinga 1:24.34
2. Bianca Broers-Duursma 1:25.50
3. Roos Hoogeboom 1:26.14

2011 in Groningen
1. Sione Jongstra 1:25.49
2. Irene Lako 1:26.39
3. Lizette van der 1:27.10

2010 in Assen
1. Mario Sterk 1:27.28
2. Bianca Broers 1:28.07
3. Cristha Hagel 1:33.10

2009 in Assen
1. Martine van de Herberg 3:00.20
2. Geke Venema 3:01.13
3. Martine ten Kate 3:02.51

2008 in Assen
1. Lizette van der Vegt 2:54.02
2. Esther Tanck 2:56.28
3. Sietske Dijkstra 2:57.52

2007 in Assen
1. Bianca Broers 2:52.16
2. Janet ten Kate 2:59.25
3. Martine ten Kate 3:01.33

2006 in Assen
1. Bianca Broers 2:52.28
2. Ada van Zwieten 2:56.08
3. Jorine Koopman 2:56.48

2005 in Assen
1. Ingrid van Lubek 2:56.25
2. Jorine Koopman 2:56.29
3. Ilse Mittendorff 2:57.16

2004 in Assen
1. Jorine Koopman 3:02.23
2. Janet ten Kate 3:07.29
3. Marion Visser 3:08.18

2003 in Assen
1. Marianne Vlasveld 2:48.25
2. Sione Jongstra 3:02.28
3. Jorine Koopman 3:03.32

2002 in Assen
1. Marianne Vlasveld 2:59.26
2. Bianca Duursma 3:13.06
3. Marion Visser 3:15.51

2001 in Assen
1. Marianne Vlasveld 2:47.58
2. Marion Visser 3:08.01
3. Birgit Berk 3:10.35

2000 in Assen
1. Geurie Vastenburg 6:10.34
2. Minke Oord 7:47.55

1999 in Assen
1. Marianne Vlasveld 6:23.52
2. Karin Klaver 6:48.10
3. Geurie Vastenburg 7:12.01

1998 in Assen
1. Geurie Vastenburg 6:18.42
2. Yvonna Atsma 6:22.35

1997 in Assen
1. Ada van Zwieten 5:48.11
2. Karin Klaver 5:57.36
3. Ans Koot-Bon 6:20.56

1996 in Geleen
1. Ada van Zwieten 6:06.39
2. Karin Klaver 6:13.53
3. Mariska Koenders 7:24.06

1995 in Geleen
1. Katinka Wiltenburg 3:04.36
2. Karin Klaver 3:05.21 (??)
3. Antoinette Molegraaf 3:19.44

1994 in Assen
1. Katinka Wiltenburg 2:36.07
2. Ada van Zwieten 2:45.46
3. Marianne Vlasveld 2:46.46

1993 in Assen
1. Karin Klaver 6:14.29
2. Aletta Pomper 6:35.55
3. Annemarie Smellink 6:40.19

1992 in Assen
1. Simone van der Heide 6:09.02
2. Katinka Wiltenburg 6:14.46
3. Karin Klaver 6:52.42

1991 in Assen
1. Katinka Wiltenburg 6:14.44
2. Jitske Nauta 6:37.30
3. Annemarie Smellink 6:47.10

1990 in Assen
1. Ada van Zwieten 5:56.30
2. Jitske Nauta 6:28.54
3. Nadja Holstein 6:50.20

1989 in Assen
1. Ada van Zwieten 6:05.42
2. Marianne Vlasveld 6:36.30
3. Nadja Holstein 7:16.03